# オレ様キングダム
『オレ様キングダム』（オレさまキングダム）は、八神千歳による日本の漫画作品。

## 概要
『ちゃお』（小学館）にて、2009年4月号から2014年7月号まで連載された。略称は“オレキン”。2010年5月号からは『オレ様キングダム®』（オレさまキングダムリターンズ）にタイトルが改められた。さらに2014年2月号からは『オレ様キングダムF（ファイナル）』に再度タイトルが改められている。
2011年『ちゃお』2月号付録にてアニメ（OVA）化されたDVDが収録。
同年11月、『オレ様キングダム 恋もマンガもデビューを目指せ!ドキドキLOVEレッスン』として、バンダイナムコゲームスからニンテンドーDSでゲーム化。翌年の2012年12月13日には『オレ様キングダム イケメン彼氏をゲットしよ！ もえキュン♥スクールデイズ』が日本コロムビアから発売された。
2020年4月号付録『ちゃおpremier』にて6年ぶりの新作読み切り『オレ様キングダムDX』が掲載され、今後はシリーズ連載として復活する事が告知された。その後、『ちゃおデラックス』にて連載。
なお、設定は『オレ様キングダム』とほぼ同じ。しかし、黒澤とののはもうカップルとなった状態から始まる。

## ストーリー
高校生兼少女まんが家の主人公野々原ののと、そんな彼女の憧れである学校一のイケメン3人組との学園生活を描いた物語。

## 主な登場人物
※声は、アニメ版/ゲーム/ドラマCD/ボイスコミックの声優。ボイスコミックは黒澤瞬役の櫻井孝宏のみ出演。
野々原 のの（ののはら のの）
声 - 長谷川明子
本作の主人公。高校生で『ブラック・ガーディアン』を連載しているプロの少女まんが家。
初期は眼鏡をかけていたが今はコンタクト。基本ツインテールで、リボンがついている。本人いわく作業する時に邪魔にならないからだそう。
黒澤のことを思ったりすると鼻血を出す事が多い。
妄想好きで変態。飛び抜けて可愛いわけではないと輝に言われていたが男装をすれば女子に一目惚れされるほどモテており、メイクをすれば皆手のひらを返したようにちやほやし始めた。
あがり症。カナヅチ。勉強はあまりできないタイプである。
黒澤の彼女。自分の為に行動することはあまりなく、黒澤の為に行動することが多い。
4月18日生まれ、身長155cm。体重43kg。
黒澤 美和（くろさわ みわ）
声 - 伊瀬茉莉也
瞬の双子の姉でアイドル。ののマニアでののの事が大好き。
料理下手だが、紹介では料理上手。
基本的にののが好きだが、実は白馬に恋をしている。
黒澤 瞬（くろさわ しゅん）
声 - 櫻井孝宏
学校一のイケメン3人組の一人。クールボーイ。ののの彼氏。
案外、積極的な面がある。壊滅的な味覚オンチである。
独占欲が強い。メイクをしてモテだしたののを見て嫉妬していた。将来の夢は俳優。
7月13日生まれ、身長177cm。体重57kg。
白馬 凌（はくば しのぐ）
声 - 羽多野渉
学校一のイケメン3人組の一人。ののが大好き。イジられキャラ。
昔はプレイボーイだったが今は卒業している。料理や赤ん坊の世話が上手。
美和に好かれていることに全く気付いていない。一色のマネージャーの山吹に憧れている。猫アレルギー。
2月10日生まれ、身長174cm。体重55kg。
赤城 輝（あかぎ ひかる）
声 - 成瀬誠
学校一のイケメン3人組の一人。
ネコと会話ができて猫が大好き。猫耳ボーイ。
ドSで白馬をいじくるのが好き。闘いの末、一色とメル友になる。通称輝っち。
白馬曰く抱き心地がいいらしい。
6月6日生まれ、身長160cm。体重46kg。
一色 杏弥（いっしき きょうや）
声 - 細谷佳正
ののと同い年の高校生ベストセラー作家。ののにはイケメン先生と呼ばれている。
輝と同じドS気質で白馬が好きでいじりたくなる。特に、白馬が大好物。
10月27日生まれ、身長178cm。体重57kg。
谷口さん
声 - 遊佐浩二
美和のマネージャー。黒澤のことが大好きで、マネージャーの仕事も忘れて彼につきっきりの時もある。家には黒澤の特大パネルがある。
黒澤のためならたとえ火の中、水の中、学校の中でもいくらしい。実際に黒澤の二人三脚の相手を決める際、女装をしてまで相手になろうとした。
大東 痲理子（おおひがし まりこ）
声 - 槙口みき
ののの担当編集。イケメン好きで一色のファン。黒澤と白馬、そして輝の3人をイケメントリオと呼んでいる。
よく漫画の〆切りを間違えてののに迷惑をかける。
山吹 竜也（やまぶき たつや）
声 - 佐藤拓也
一色の担当編集。〆切に厳しい。
白馬 リリカ（はくば りりか）
白馬のいとこ。わがままな性格。白馬が好きだったが、黒澤のことも好きになる。それ以来ののを敵対視している。
白馬 みゆう（はくば みゆう）
リリカの双子の弟。気が弱い性格。くまのチャンミーの人形をずっと持っている。美和の大ファン。特技は占い。シスコン疑惑を持たれている。
一色 文弥（いっしき ふみや）
プロの漫画家。星海春風のペンネームで少女漫画を描いている。
どう見ても男性にしか見えないが、実は女性で一色の姉。ののたちも最初は男性と思っていたが白馬が転んだ拍子に胸を触ってしまい、それで女性と気づいた。
本人曰く、漫画のために男の子の研究をしていくうちに自分も漫画の男の子のようになってしまったらしい。
野々原 るる（ののはら るる）
ののの1つ年下の弟。アメリカに留学中。
シスコンでののを「ヒーロー」と言って尊敬しており、黒澤に対して嫉妬している。
黒澤 瞬介（くろさわ しゅんすけ）
瞬と美和の従兄でプロのカメラマン。
双子の息子であるゆうきとこうきを溺愛している。瞬にそっくりな容姿をしている。
赤城 蓮（あかぎ れん）
輝の従兄弟。見た目の違いは前髪の向きが違う事、おっとりとした雰囲気、白い猫耳という事くらい。しかし性格は正反対で、アリに道を譲ったり、ののに花をあげたりする。その優しさは、黒い猫耳をかぶり夏休みの登校日に行った際、白馬が蓮の事を輝と勘違いし際、輝が悪霊に取り憑かれていると思い込んだほど。
にゃんこ
声 - 槙口みき
捨てられていたところをののに拾われ、輝が飼うことになった猫。
今では輝といつでもどこでも一緒にいる大の親友。
蒼井レイ（あおい レイ）
オレ様キングダムDXにて登場。一年Ⅽ組。
紺野タケル（こんの タケル）
ののに一目惚れした少年。第一小学校一年生。

## 書誌情報
- 八神千歳『オレ様キングダム』小学館〈ちゃおフラワーコミックス/ DVD付はプラス・アンコミックス〉、全12巻
  1. 2009年10月1日発売[2]、ISBN 978-4-09-132704-8
  2. 2010年4月1日発売[3]、ISBN 978-4-09-133253-0
  3. 2010年11月1日発売[4]、ISBN 978-4-09-133437-4
  4. 2011年4月1日発売[5]、ISBN 978-4-09-133770-2
  5. 2011年9月1日発売[6]、ISBN 978-4-09-134096-2
  6. 2012年2月1日発売[7]、ISBN 978-4-09-134240-9
  7. 2012年8月1日発売[8]、ISBN 978-4-09-134569-1
    - DVD付特別版 2012年8月1日発売、ISBN 978-4-09-159124-1

  8. 2012年11月30日発売[9]、ISBN 978-4-09-134775-6
    - DVD付特別版 2012年11月30日発売、ISBN 978-4-09-159134-0

  9. 2013年5月31日発売[10]、ISBN 978-4-09-135275-0
    - DVD付特別版 2013年5月31日発売、ISBN 978-4-09-159153-1

  10. 2013年10月1日発売[11]、ISBN 978-4-09-135595-9
    - 限定版プレミアムBOX 2013年10月1日発売、ISBN 978-4-09-941821-2

  11. 2014年2月27日発売[12]、ISBN 978-4-09-135730-4
  12. 2014年7月25日発売[13]、ISBN 978-4-09-136277-3
    - 限定版メモリアルBOX 2014年7月23日発売[14]、ISBN 978-4-09-941837-3

- 八神千歳『オレ様キングダム8.5 萌えキュン▼ファンブック』小学館〈ちゃおコミックススペシャル〉、2013年1月31日発売[15][16]、ISBN 978-4-09-135150-0

- 八神千歳『オレ様キングダムDX』小学館〈ちゃおコミックス〉、既刊2巻（2024年12月25日現在）
  1. 2021年3月1日発売[17]、ISBN 978-4-09-871292-2
  2. 2024年12月25日発売[18]、ISBN 978-4-09-872826-8

## OVA
『オレ様キングダム Kings of My Love』は、ちゃお付録DVD収録のOVA。2011年2月号に第1話、2011年4月号に第2話を収録。また。2011年8月号より『ちゃおちゃおTV!』に収録。また『ちゃおちゃおTV!』公式ページでも過去作品が無料配信されている。第4話、第6話はアニメオリジナル。単行本第7巻、第8巻プラスアンコミックスにアニメDVDが同梱。

### スタッフ
- 原作 - 八神千歳
- 企画 - ちゃお編集部
- キャラクターデザイン - 佐野隆雄（第3-9話）、大貫健一（第10話-）
- 美術監督 - 近藤美幸
- 色彩設計 - なかむらちほ
- 撮影監督 - 坪内弘樹（第3-9話）、小澤篤史（第10話-）
- 編集 - 小峰博美
- 音響監督 - 藤田亜紀子
- 音響効果 - 野崎博樹
- 音響製作 - HALF H・P STUDIO
- BGM - tenten、E.Redford
- アニメーション制作 - SynergySP
- 監督 - 平尾みほ（1、2話）、小野勝巳（3話 -）
- 制作 - 小学館集英社プロダクション
- 製作著作 - 小学館

### 主題歌
- 「モノローグ」（第3-9話）

作詞 - 千祐 / 作曲・編曲 - 床間宇古太 / 歌 - カンノユウキ
- 「ハートフルライン」（第10話-）

作詞 - 千祐 / 作曲・編曲 - 山口朗彦 / 歌 - 宮本佳那子

### 各話リスト
| 話数   | サブタイトル                 | 脚本            | （総作画監督） 作画監督 | 収録号       |
| ------ | ---------------------------- | --------------- | ----------------------- | ------------ |
| 第1話  | ゲレンデdeラブチョコ♥の巻    | 福田裕子        | -                       | 2011年 2月号 |
| 第2話  | 修羅場だよ、全員集合!!の巻   | 福田裕子        | -                       | 4月号        |
| 第3話  | ドキドキ☆観覧車の伝説        | 末永光代        | 佐野隆雄                | 8月号        |
| 第4話  | 流星群☆パニック              | 末永光代        | 佐野隆雄                | 9月号        |
| 第5話  | 谷口さんの優雅な日常         | 末永光代        | 佐野隆雄                | 10月号       |
| 第6話  | ハッピー☆ホワイトクリスマス  | 山田由香        | 佐野隆雄                | 12月号       |
| 第7話  | 風邪っぴきのスイートメモリー | 山田由香 笹野恵 | 佐野隆雄                | 2012年 1月号 |
| 第8話  | PPP!アガリ小町のサイン会     | 笹野恵          | 佐野隆雄                | 2月号        |
| 第9話  | ドキドキ☆ハッピーバースデイ  | 山田由香        | 佐野隆雄                | 4月号        |
| 第10話 | BABY☆パニック                | 笹野恵          | -                       | 8月号        |
| 第11話 | 恐怖☆ドS先生登場!            | 笹野恵          | （大貫健一） 中村真由美 | 12月号       |
| 第12話 | ウソつき☆ラブゲット          | 笹野恵          | -                       | 2013年 1月号 |
| 第13話 | 取り戻せ☆萌えキュンメモリー  | 笹野恵          | （大貫健一） 中村真由美 | 2月号        |
| 第14話 | ビバ南の島☆キケンな恋の予感  | 笹野恵          | （大貫健一） 中村真由美 | 5月号        |

## ドラマCD
ちゃおスペシャル通販及びちゃおネットショップ限定のドラマCD。
- ドラマCD Vol.1「ドキドキ☆勉強会」

2012年10月号より受付開始。
- ドラマCD Vol.2「めざせ☆二人三脚パートナー」

2012年12月号より受付開始。
- ドラマCD Vol.3「恋占い!?ののちゃんの最悪な一日」

2013年2月号より受付開始。

## ゲーム

### 恋もマンガもデビューを目指せ!ドキドキLOVEレッスン
『オレ様キングダム  恋もマンガもデビューを目指せ!ドキドキLOVEレッスン』は、2011年11月23日にバンダイナムコゲームス発売のニンテンドーDSソフト。漫画家を目差しつつイケメン男子と恋愛する恋愛アドベンチャー。イケメンに気付かれないようにタッチペンで身体を触りまくると親密度がアップするドキドキタッチイベントがある。
他作品からのゲスト出演
イケメン☆9
- 前田佑磨 - 岡本寛志
- エリック・グリフォード
- 乾健一

ラブぱに
- 秀徳（ひでのり） - 浪川大輔
- 水原くん

きゃらめる・キッス
- リク - 佐藤拓也

おにがわら横町三丁目
- 赤鬼

キス・キス
- 霧原拓夢
- 森高和哉

まんがみたいな恋したいっ!
- 沖田智哉

### オレ様キングダム イケメン彼氏をゲットしよ! もえキュン♥スクールデイズ
2012年12月13日に日本コロムビア発売のニンテンドー3DS用ソフト。
階段から落ちて記憶喪失になったのの(プレイヤー)。イケメンと過ごすと記憶のピースがもらえ、もえキュンイベントが発生するもえキュン恋愛アドベンチャー。主人公はパートボイスだが、おなじみのキャラクターは完全なフルボイス。
ミニゲームで遊べる他にも、イケメンアラーム、もえプリなどのサービスがある。

## 小説
- 村上アンズ（著)）、八神千歳（原案・イラスト）『オレ様キングダム』小学館〈小学館ジュニア文庫〉、全2巻
  - -red-　2012年12月19日発売、ISBN 978-4092307339
  - -blue-　2013年8月21日発売、ISBN 978-4092307421

## ボイスコミック
『オレ様キングダムDX』第1巻の発売を記念して、櫻井孝宏が黒澤瞬を演じるスペシャルボイスコミックが期間限定で配信された